# أولاد منصور (أولاد عبد الله)
أولاد منصور هو دُوَّار يقع بجماعة الخالفية، إقليم الفقيه بن صالح، جهة بني ملال خنيفرة في المملكة المغربية. ينتمي الدوّار لمشيخة أولاد عبد الله التي تضم 7 دواوير. يقدر عدد سكانه بـ 1103 نسمة حسب الإحصاء الرسمي للسكان والسكنى لسنة 2004.

## روابط خارجية
- البوابة الوطنية للجماعات الترابية
- المندوبية السامية للتخطيط